# Traduzione in rima
La traduzione in rima è "una strategia usata nella traduzione della poesia in cui il traduttore fa rimare il testo tradotto seguendo lo schema metrico della cultura ricevente per dare un tocco poetico".
Tradurre una rima è un'impresa ardua, poiché occorre stravolgere l'ordine delle parole o aggiungerne altre, e il valore estetico del verso dipende principalmente dalla musicalità. Questo tipo di testi, infatti, ha valori estetici ed espressivi ben determinati. La funzione estetica serve a mettere in evidenza la bellezza delle parole, delle metafore, e così via, mentre la funzione espressiva ha a che fare con i pensieri dell'autore, le sue emozioni, ecc. Il traduttore dovrebbe cercare di trasferire questi valori nella lingua ricevente.
Ci sono molti modi per tradurre un testo, ma non tutti sono adatti per tradurre una poesia o una rima. André Lefevere ha rilevato sette diversi metodi adottati dai traduttori inglesi per tradurre i versi di Catullo: 1) traduzione fonemica, 2) traduzione letterale, 3) traduzione metrica, 4) traduzione in prosa, 5) traduzione in rima, 6) traduzione in versi liberi, 7) interpretazione. Nel caso della traduzione in rima il traduttore si trova a essere sotto il doppio giogo  del metro e della rima. Le conclusioni di Lefevere sono particolarmente severe perché considera il prodotto finale una mera caricatura dell'autore .
La traduzione in rima sottolinea la forma o la struttura poetica della poesia a scapito della funzione espressiva, che invece intende trasmettere il significato preciso nella lingua ricevente. Il risultato sarà anche giusto dal punto di vista strutturale, ma tenderà ad essere inappropriato dal punto di vista semantico.
Peter Newmark ha parlato di traduzione comunicativa e di traduzione semantica. La prima pone l'accento sul significato esatto del prototesto e permette al lettore di capire senza difficoltà il messaggio del metatesto. La seconda, invece, si focalizza sul significato contestuale, mettendo molto più in rilievo i valori estetici quali la scelta di determinate parole, un linguaggio figurativo, metafore, suoni, ecc. .
La rima impone di fatto allo scrittore un vincolo che riguarda principalmente la caratteristica fondamentale dell'arte del traduttore, ossia la sua scelta delle parole. È poco probabile trovare la traduzione in rima di una lirica che non lo dimostri, o perché omette qualcosa che l'autore aveva scritto o perché aggiunge qualcosa che invece non aveva scritto.
Secondo Vladimir Nabokov una traduzione in rima dell'intera poesia è matematicamente impossibile, proprio perché ogni tentativo di traduzione deve confrontarsi con scelte estetiche. In altre parole, Nabokov ritiene che tradurre in rima sia impossibile .